# Mario Musolesi
Mario Musolesi (Vado di Monzuno, 1º agosto 1914 – zona di Marzabotto, 29 settembre 1944) è stato un partigiano italiano.

## Biografia
Mario Musolesi, partigiano apartitico e credente, fa parte di quella particolare schiera di antifascisti dell'Emilia-Romagna privi di un partito politico di riferimento che, durante la Resistenza, seppur non di rado in contrasto con i comandi partigiani, furono combattenti irriducibili del nazifascismo, costituendo delle vere e proprie spine nel fianco per le forze occupanti tedesche e per i collaborazionisti repubblichini, sia per la loro capacità militare che per la loro personalità carismatica: come il comunista Silvio Corbari (ben descritto assieme alla sua banda da Pino Cacucci nel suo libro "Ribelli!") ed Emilio Canzi, il "colonnello anarchico" (al quale Ivano Tagliaferri ha dedicato un libro) combattente storico antifascista che passò dagli Arditi del Popolo alla difesa della Repubblica spagnola per tornare, unico anarchico di quel grado, a dirigere la Resistenza in qualità di Comandante unico della XIII Zona operante a Piacenza e dintorni.
Il soprannome «Lupo» con cui era conosciuto Musolesi non nasceva come nome di battaglia (tipicamente assunto da molti partigiani) ma come nomignolo attribuitogli dagli amici d'infanzia - che in parte lo seguiranno anche nella lotta partigiana - in virtù del suo carattere e del suo aspetto, ma fondamentalmente del suo coraggio. Appartenente a una famiglia numerosa (otto figli, fra i quali due maschi; il fratello Guido  sarà uno dei comandanti della brigata Stella Rossa e "Brunetta", una delle sorelle, sarà la sua biografa), esercita inizialmente il mestiere di meccanico. Seppur contrario al servizio militare viene comunque inviato in Africa durante la guerra di Etiopia: in tale circostanza le sue naturali caratteristiche atte sia al comando che al combattimento gli frutteranno due decorazioni.
Istintivamente avverso al fascismo, si disinteressa tuttavia della lotta politica; durante la campagna di Etiopia vuole iscriversi ai corsi di specializzazione per meccanico, ma ciò gli è impedito da un'informativa dei carabinieri che lo classifica come "antifascista". Rimpatriato e deferito al Tribunale militare, non viene imprigionato per l'intercessione del suo comandante che ne attesta il valore di combattente. Dal grado di Sergente maggiore ottenuto sul campo viene comunque degradato e all'8 settembre 1943 la sua qualifica militare è quella di Caporal maggiore: è logica conseguenza che queste vicissitudini rinforzino la sua istintiva avversione al fascismo. A Roma partecipa agli scontri di Porta San Paolo, ritornando al paese dopo che i nazifascisti occupano la capitale e immediatamente si adopera per organizzare una prima forma di resistenza: con l'amico Sammarchi, che nel prosieguo tradirà la formazione partigiana, e il fratello Guido, inizia a ricercare armi a Bologna e intraprende l'organizzazione di una banda partigiana.
Nel contempo la sua azione (e quella dell'altro fratello) non passano inosservate alla polizia fascista, anche a causa dei suoi trascorsi: alla comparsa di manifestini antifascisti in paese, un tenente della milizia fascista sparge la voce che il responsabile è stato Lupo: saputo ciò, Musolesi si reca alla Casa del fascio e malmena pesantemente il fascista. Arrestato per questa aggressione dai carabinieri, viene liberato dalla pronta reazione dell'amico Sammarchi che, armato di un revolver, costringe il maresciallo a rilasciarlo. L'inevitabile conseguenza di questo fatto è l'entrata nella clandestinità.

## La Brigata "Stella Rossa"

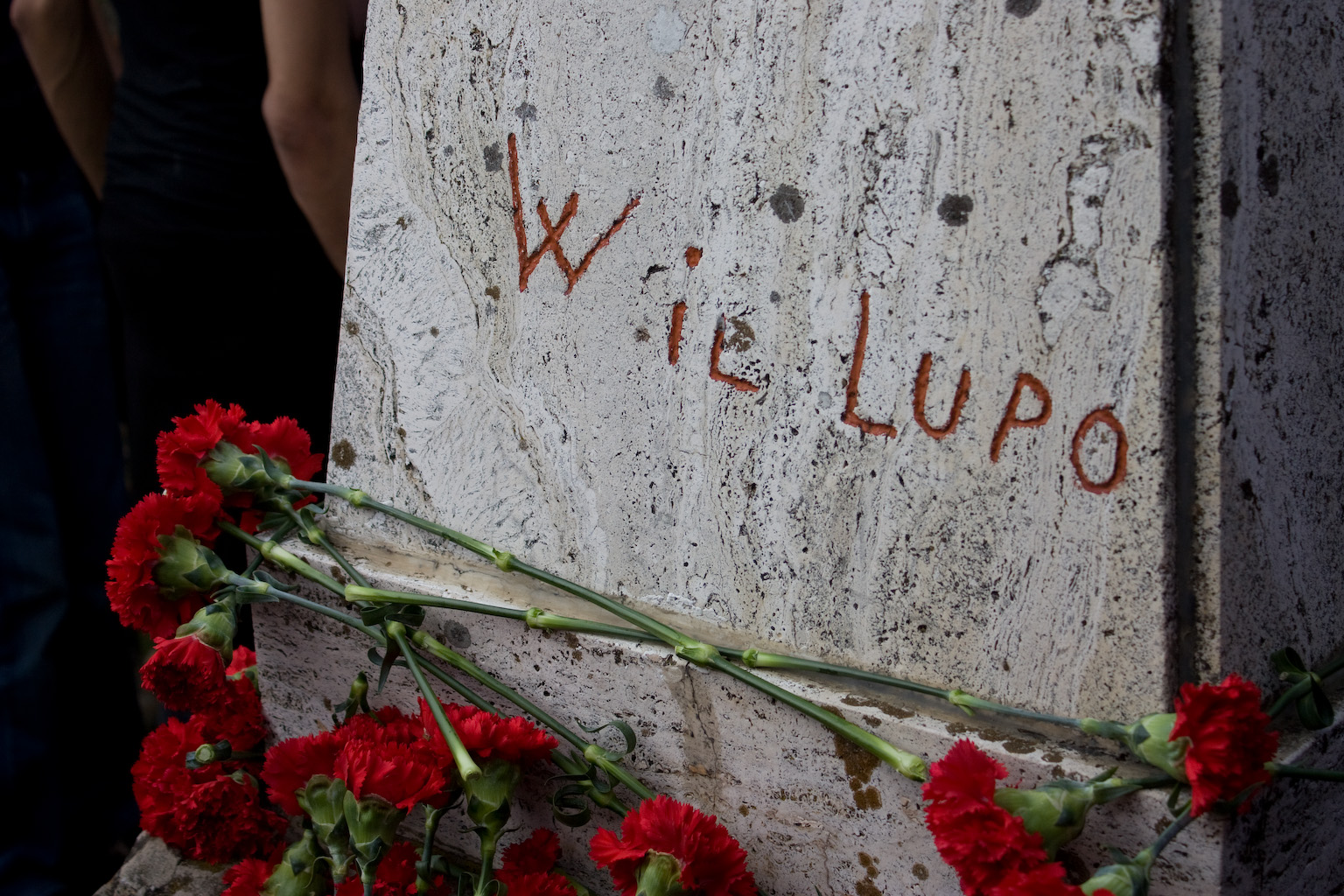
La scritta "W IL LUPO" sulla stele in ricordo della Brigata Stella Rossa a Monte Sole

A Monte Sole si inizia a costituire la Brigata Stella Rossa che, oltre ai giovani del luogo, può contare su alcuni soldati inglesi fuggiti da un campo di concentramento. La banda cresce rapidamente, grazie anche alla fama ottenuta dal comportamento di Lupo e di Sammarchi: la prima azione risulta il deragliamento, tramite uso di esplosivo, di un treno in località Grizzana sulla direttrice Bologna-Firenze, con la distruzione di cisterne di benzina e automezzi.
Da lì l'azione della Brigata partigiana autonoma (in quanto non collegata ad alcun partito) cresce sempre più, grazie al coraggio degli aderenti ma anche alle capacità di organizzazione instancabile di "Lupo", con azioni che vanno dagli attacchi diretti ai nazifascisti al sabotaggio e all'eliminazione di spie e collaborazionisti. I nazifascisti tentano di eliminare il capo partigiano tramite infiltrati, ma l'accorta guardia da parte dei suoi compagni impedisce che sia portato a compimento il progetto: Amedeo Arcioni, un informatore delle squadre fasciste, dopo esser stato risparmiato da Musolesi in quanto da lui ritenuto forzato alla delazione dietro la minaccia di violenze alla sua famiglia, tenta di uccidere Lupo, ferendolo con una pugnalata, ma Musolesi viene salvato grazie a un rapido intervento di Alfonso Ventura. Un altro tentativo di omicidio Lupo lo subisce durante la convalescenza dalle ferite inferte da Arcioni.
L'infiltrazione è d'altra parte estremamente facile in una brigata partigiana in clandestinità perché si presentano spesso uomini, per entrare a far parte della formazione, il cui passato non è facilmente accertabile (esperienza comune a moltissimi altre formazioni partigiane). Il periodo è durissimo e lo stesso Sammarchi - che aveva salvato Lupo - si vende ai nazifascisti, secondo la testimonianza della sorella Bruna, e per molto tempo organizza attentati contro Lupo, per venire infine catturato e giustiziato dopo un'estenuante caccia da un compagno della brigata Stella Rossa.
Sulla morte di Sammarchi tuttavia vi sono molte ombre: secondo un'altra versione Sammarchi non tradì la brigata ma anzi, denunciò al suo amico e comandante che alcuni elementi tra i partigiani abusavano della loro posizione per taglieggiare la popolazione e gli chiese di prendere provvedimenti espellendo tali individui dalla formazione cosicché non ne infangassero la reputazione; tuttavia Musolesi non volle procedere, così Sammarchi, disgustato, lasciò la brigata e se ne tornò a valle. Tuttavia i partigiani che erano da lui stati pubblicamente denunciati avrebbero deciso di chiudergli la bocca e, dopo averlo denunciato come traditore, chiesero a Musolesi di eliminarlo. Il Lupo, che non credeva nella colpevolezza del vecchio amico, rifiutò di emanare l'ordine ma i partigiani denunciati dal Sammarchi decisero di agire comunque. Venne quindi mandata a Vado una squadra di esecutori con il compito di eliminare Olindo. Questi venne catturato la sera del 22 marzo 1944 sulla corriera che tornava da Bologna e giustiziato a colpi di pistola sotto gli occhi degli altri passeggeri. Il 4 maggio successivo Aurelio Sammarchi, fratello di Olindo, venne a sua volta ucciso da mano ignota mentre cercava di identificare gli assassini del fratello.
Il Lupo riesce ad entrare in contatto con gli inglesi che, dopo incertezze, a causa del numero dei partigiani della Brigata autonoma da essi ritenuta ancora troppo piccola per poter essere di qualche ausilio, cominciano il lancio di armi e mezzi di sostentamento paracadutandoli in zona: la Brigata diventa così a tutti gli effetti riconosciuta come formazione regolare partigiana.
Vengono catturati il fratello Guido, uno dei capi della Brigata, la madre e il padre di Lupo. Guido viene a lungo torturato, come il padre, ma non fornisce nessuna notizia utile alla cattura dei partigiani: Lupo ne otterrà il rilascio in cambio di cinque repubblichini catturati. Un accanimento che dimostra quanto fossero pericolosi Musolesi e i suoi compagni per le forze nazifasciste in zona. D'altra parte ciò è dimostrato dall'elevato numero dei nazifascisti morti nei combattimenti contro Stella Rossa, non tenendo conto delle azioni di sabotaggio e delle operazioni di eliminazione di spie, delatori e torturatori al servizio dei nazifascisti da parte della Brigata (e su questo quantomeno spinoso argomento non si hanno notizie di errori, accaduti in alcuni altri casi durante la Resistenza).
La Brigata è profondamente legata ancora alla popolazione dei paesi di provenienza di molti dei suoi aderenti e si forma su una base di persone residenti a Monzuno e Marzabotto. La famiglia di Lupo partecipa in vari modi alla vita della Brigata stessa,  come descritto nel libro di memorie della sorella Bruna, che lo spiega con gran ricchezza di particolari. In questa situazione sia la Brigata che Lupo, in particolare, hanno un atteggiamento per lungo tempo ostile all'invio di commissari politici del CUMER (comando militare unificato Emilia-Romagna), in quanto timorosi di subire pesanti influssi politici e vista la formazione "paesana" della struttura sociale di Stella Rossa con la diffidenza tipicamente contadina verso il forestiero. Dopo diversi invii e rifiuti viene mandato un commissario politico comunista, con cui in virtù dei comuni sentimenti antifascisti Lupo stabilirà un buon rapporto di collaborazione.
Le sorelle di Lupo si occupano del servizio di controspionaggio e assumono il ruolo talvolta sia di staffette che di infermiere. La Brigata cresce e si sparge la voce che sia costituita da 10.000 aderenti; in realtà il numero è assai minore, ma comunque ragguardevole: 700-800 partigiani. La diceria sul loro numero nasce dalla loro costante presenza e dagli attacchi continui, quasi simultanei, in diversi punti del territorio. I partigiani conoscono bene il territorio in cui si muovono e possono contare sull'appoggio di persone sicure. La loro audacia è dimostrata dall'attacco alla caserma dei carabinieri di Marzabotto: Lupo e alcuni suoi uomini, travestiti da miliziani fascisti, fingono di aver catturato tre inglesi fuggiti da un campo di concentramento (in realtà loro compagni), uccidono a scariche di mitra il maresciallo dei carabinieri e miliziani fascisti presenti, provocando tre morti e alcuni feriti fra i fascisti. Tale azione è fatta per incutere terrore e rispetto ai collaborazionisti (l'azione ne ricorda un'analoga compiuta dal comandante Silvio Corbari contro un commando di carabinieri, il cui graduato aveva l'uso di torturare i partigiani catturati nonostante un accordo di non belligeranza fra partigiani e carabinieri; il comandante Corbari prima catturò i carabinieri e poi giustiziò pubblicamente di persona solo il graduato).

## La fine della Brigata

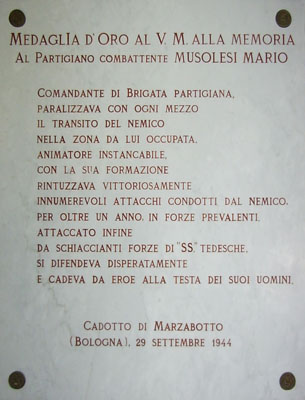
La lapide della tomba di "Lupo" presso il Sacrario dei caduti di Marzabotto

Poco tempo dopo una divisione tedesca attacca la zona comprendente Sasso, Grizzana, Marzabotto, La Quercia e Vado; dopo quindici ore di durissimi scontri i nazifascisti lasciano sul campo circa 550 morti e un numero ancor maggiore di feriti (tale numero di perdite risulta tuttavia esagerato, visto che nel periodo tra il 21 luglio e il 25 settembre 1944 i Tedeschi lamentarono "solo" 624 caduti per mano della Resistenza Italiana in tutto il nord-Italia). Tale sconfitta porta a un inasprimento degli scontri e nel contempo Lupo non concede tregua, pensando di poter ottenere ancora maggiori risultati, con la Brigata spinta dall'onda della vittoria. Secondo la sorella Bruna l'atteggiamento dei compagni è assai protettivo nei confronti di Lupo, arrivando sino a vegliarlo quando dorme, cosa che gli salva la vita quando viene accoltellato; questo è dovuto anche al carattere passionale e ribelle di Lupo, che nel contempo è generosissimo verso i suoi compagni, dividendo con loro anche i soldi personali che la famiglia gli procura.
Il carattere lo porta in paese, armato e solo, ad avere un incontro con un capo fascista, a rischio della vita, solo per dirgli in faccia il suo pensiero sul fascismo e su di lui, rifiutando le offerte di passare dall'altra parte (similmente Silvio Corbari, fingendo di scambiare la sua attività con un alto grado fra i miliziani fascisti, organizza un attentato in cui verrà ucciso un grosso gerarca fascista locale). Lupo era credente, come molti partigiani della Brigata, e devoto soprattutto a Sant'Antonio. La sua fidanzata Livia Comellini, con la quale contava di sposarsi dopo la Liberazione, collaborava con la Brigata nei lavori di sussistenza: fu uccisa con la madre e il fratello minore per rappresaglia il 29 settembre 1944, lo stesso giorno in cui morì Lupo.
Nel settembre 1944 l'offensiva di Stella Rossa e la risposta dei nazifascisti aumentano di livello e i combattimenti sono sempre più duri; gli atti di sabotaggio incessanti, compiuti dai partigiani, fan da corollario agli scontri. Don Giovanni Fornasini preavvisa Lupo che la controffensiva nazifascista si sta organizzando con mezzi e forze tali da far pensare a una resa dei conti con i partigiani. La Brigata si difende strenuamente dopo scontri durissimi, con l'utilizzo di cannoni da parte dei nazifascisti, ma è obbligata a ripiegare: le forze avversarie sono troppo superiori di numero e soprattutto dispongono di armi pesanti.
Tuttavia, grazie a un ripiegamento strutturato e facendosi scudo di un gran volume di fuoco con le armi leggere e le bombe a mano, parte di Stella Rossa riesce a sganciarsi dal rastrellamento. Ma Lupo manca: verrà ritrovato circa un anno dopo, rannicchiato in una fossa come fosse stato sfinito dalle ferite e dalla fatica, nell'attesa della morte (secondo Brunetta, la sorella biografa). Si scoprirà successivamente che invece era morto nel corso di un imprevisto scontro a fuoco con un portaordini tedesco, Kurt Wolfle, il quale per tale motivo verrà insignito della massima decorazione al valor militare tedesca.
Diversa era stata precedentemente la ricostruzione degli eventi da parte di Giorgio Pisanò - giornalista e politico, fondatore del Movimento Fascismo e Libertà - il quale affermava che i tedeschi, veterani del fronte russo esperti in operazioni di contro-guerriglia, non erano affatto superiori di numero (800 uomini contro 1.500 partigiani) né dotati di cannoni o mortai, oltre al fatto che tra loro non erano presenti militi della Repubblica Sociale ma solo un ex-partigiano soprannominato "Cacao" (che l'autore non esita a definire "un Caino") il quale, dopo aver militato nella Stella Rossa, si era rivelato un traditore, e durante la rappresaglia guidò le pattuglie delle SS tra le frazioni indicando chi tra gli abitanti aveva collaborato coi partigiani e dove erano localizzati i comandi della brigata. I soldati di Reder colsero praticamente di sorpresa i partigiani: il comando della Stella Rossa, che si trovava in un casolare della frazione di Cadotto, venne circondato dalle SS nelle prime ore del mattino e investito da una vera e propria pioggia di proiettili. Durante il processo a Bologna il Maggiore Reder sostenne: «Circondammo la località ed eliminammo qualsiasi resistenza. Sapevamo che lì era il comando partigiano. Prima di allontanarci riuscimmo ad avere la certezza che anche il comandante della brigata era caduto: accanto all'edificio trovammo il cadavere di un partigiano che, sulle spalline, portava i gradi di comandante. Feci strappare le spalline che più tardi consegnai ai miei superiori.» A smentire tuttavia le parole del maggiore tedesco intervenne Guido Musolesi, fratello del "Lupo", che affermò: «Quel morto non poteva essere mio fratello. Quando trovammo la salma del "Lupo", infatti, ci accorgemmo che, sulla divisa, erano ancora applicati i gradi. Mio fratello fu quindi ucciso sì a Cadotto ma non dai tedeschi.» Pisanó ipotizzó che Musolesi non fosse stato ucciso in combattimento, bensì assassinato da uno dei suoi uomini su ordine dei dirigenti comunisti con i quali Musolesi aveva avuto pesanti contrasti in passato, diventando dunque un personaggio "scomodo" da eliminare.
È sepolto nel monumento Ossario ai caduti partigiani della Certosa di Bologna.

## Onorificenze
Soldato di Fanteria, Partigiano combattente, carrista